# Исабел Алиенде
Исабел Алиенде (на испански: Isabel Allende) е чилийска писателка, една от най-известните съвременни романистки. През 1990-те години всяко ново заглавие я поставя в челната десетка на най-продаваните автори в света.

## Биография и творчество
Родена е на 2 август 1942 г. в Лима, Перу.
Алиенде сама обявява романите си „Къщата на духовете“, „Дъщеря на съдбата“ и „Портрет в сепия“ за трилогия, макар фабулно да не са точно това.
Президентът на Чили Салвадор Алиенде е братовчед на баща ѝ. Той присъства в „Къщата“, там са Пабло Неруда, Виктор Хара, там е седемдесетгодишната история на нейното семейство. „Сякаш отворих артерия. Така извираше всичко от мен“, казва писателката за романа.
„Момиче, остави журналистиката, по-добре седни да пишеш художествена литература с тази развита фантазия, която притежаваш“, ѝ казал някога самият Неруда. Днес тя не маха томовете му изпод компютъра си, всеки нов роман започва точно на датата 8 януари и целият ѝ живот върви в стила на онова, наречено някога „магически реализъм“.

### Самостоятелни романи
- La gorda de porcelana (1984)
- De amor y de sombra (1985)
За любовта и сянката, изд.: „Хр. Г. Данов“, Пловдив (1989), прев. Нина Велева, Екатерина Делева
За любовта и сянката, изд.: ИК „Колибри“, София (2008), прев. Екатерина Делева, Нина Велева
- Eva Luna (1987)
Ева Луна, изд.: „Народна култура“, София (1995), прев. Венцеслав Николов
Ева Луна, изд.: ИК „Колибри“, София (2005), прев. Венцеслав Николов
- El plan infinito (1991)
Безкрайният план, изд.: ИК „Колибри“, София (2011), прев. Десислава Антова
- El zorro: Comienza la leyenda (2005)
Зоро / Легендата започва, изд.: ИК „Колибри“, София (2005), прев. Маня Костова
- Inés del alma mía (2006)
Инес, моя душа, изд.: ИК „Колибри“, София (2010), прев. Маня Костова
- La isla bajo el mar (2010)
Островът под морето, изд.: ИК „Колибри“, София (2011), прев. Маня Костова
- El cuaderno de Maya (2011)
Дневникът на Мая, изд.: ИК „Колибри“, София (2013), прев. Маня Костова
- El juego de Ripper
Игра на Изкормвач, изд.: ИК „Колибри“, София (2014), прев. Даниела Радичкова
- El amante japonés
Японският любовник, изд.: ИК „Колибри“, София (2015), прев. Катя Диманова
- Más allá del invierno (2017)

### Серия „Дъщеря на съдбата“ (Hija de la fortuna)
1. La casa de los espíritus (1982)
Къщата на духовете, изд.: „Народна култура“, София (1986), прев. Венцеслав Николов
2. Hija de la fortuna (1999)
Дъщеря на съдбата, изд.: ИК „Колибри“, София (2003), прев. Людмила Петракиева
3. Retrato en sepia (2000) 
Портрет в сепия, изд.: ИК „Колибри“, София (2004), прев. Маня Костова

### Серия „Градът на зверовете“ (La ciudad de las bestias)
1. La ciudad de las bestias (2002)
Градът на зверовете, изд.: ИК „Колибри“, София (2004), прев. Еми Барух
2. La reino del dragón de oro (2004)
Кралството на Златния дракон, изд.: ИК „Колибри“, София (2005), прев. Катя Диманова
3. El Bosque de los Pigmeos (2005)
Гората на пигмеите, изд.: ИК „Колибри“, София (2006), прев. Еми Барух

### Сборници
- Cuentos de Eva Luna (1989)
Приказки на Ева Луна, изд.: „Народна култура“, София (1996), прев. Самуел Франсес
- Afrodita (1998)
Афродита: Приказки, рецепти и други афродизиаци, изд.: ИК „Колибри“, София (2006), прев. Катя Диманова

### Документалистика
- Paula (1995) – за дъщеря ѝ Паула Алиенде
Паула, изд.: ИК „Колибри“, София (2007), прев. Маня Костова
- Mi país inventado (2003)
Моята измислена страна, изд.: ИК „Колибри“, София (2008), прев. Боряна Дукова
- La Suma de los Días (2008) – автобиографична
Сборът на дните, изд.: ИК „Колибри“, София (2009), прев. Маня Костова